# Lawrence Joseph Henderson
Lawrence Joseph Henderson (ur. 3 czerwca 1878 w Lynn, Massachusetts, zm. 10 lutego 1942 w Cambridge, Massachusetts) – amerykański fizjolog, chemik, biolog, filozof i socjolog. Jeden z wiodących biochemików początku XX wieku. Wieloletni profesor Harvard University. Zajmował się m.in. biochemicznymi badaniami krwi i przyczynił się do opracowania równania Hendersona-Hasselbacha, używanego do obliczania pH jako miary kwasowości. 

## Prace
- The Fitness of the Environment. Macmillan, New York, 1913.
- The Order of Nature. Harvard University Press, Cambridge, London, 1917.
- Blood. A Study in General Physiology. Yale University Press, New Haven, and Humphrey Milford, Oxford University Press, London, 1928.
- Pareto's General Sociology. Harvard University Press, Cambridge, 1935.
- On the Social System. Ed. by Bernard Barber, University of Chicago Press, Chicago and London, 1970.